# 塵埃：幸福的尾巴
《塵埃：幸福的尾巴》（又译作）是一款動作角色扮演遊戲，由獨立開發者Dean Dodrill製作並由微軟工作室發行。2012年8月15日首先在Xbox 360上推出（透過Xbox Live Arcade販售），隨後陸續在Windows、Linux、OS X、PlayStation 4、iOS上發售。任天堂Switch版於2018年9月10日發售。
《塵埃》的故事發生在一個充滿各種擬人化動物的世界。主角是一位名為Dust的劍客，手持一把擁有靈性的寶劍，寶劍的守護者Fidget也一起同行。為了尋回自己失去的記憶，Dust踏上冒險的旅程。本作是一款類銀河戰士惡魔城的動作角色扮演遊戲，藉由戰鬥來提升等級與能力，探索廣大區域以取得寶物與技能。戰鬥爽快流暢，搭配劍術與魔法便能自由揮砍。
《塵埃》基本上由Dean Dodrill獨自開發完成，除了在配音、配樂、劇本方面由他人協助。遊戲發售後普遍獲得好評，特別在美術風格與戰鬥方面。至2014年3月為止，遊戲銷量已超過一百萬份。

## 遊玩方式

主角使出旋轉劍技"Dust Storm"來攻擊怪物

在一個名為Falana的大陸上，各種獸人居住於此。遊戲形式為2D橫向捲軸，加上類銀河戰士惡魔城的架構。主角Dust是一名失憶的劍客，主要武器是一把會說話的劍Blade of Ahrah，可施展出不同的連段組合，也能跳到空中連續揮砍。主角的夥伴Fidget是戰鬥的輔助角色，可施放出一團類似魔法的粉塵，當主角使出一招旋轉劍技"Dust Storm"之時，粉塵便會被吹散並自動追擊敵人。搭配不同劍招與Fidget的輔助法術，玩家可以輕易打出數十次以上的連段。在流程中玩家會解鎖新的技能，諸如二段跳、爬牆等等，這些技能可以強化戰鬥或解決地形阻礙。
遊戲有等級系統，透過戰鬥或完成支線來獲得經驗值，在升級時可針對生命值、攻擊力、防禦力、魔法威力等項目來加點。裝備系統可加強自身的攻擊或防禦等能力，新裝備可向商人購買、或是在地圖中取得藍圖，然後收集素材換取成品。遊戲中有不少可互動的NPC，透過對話可以了解更多劇情與世界觀，也可以接下支線任務來賺取經驗與金錢。 遊戲中具有各種收集要素，包含金錢、補品。此外還能解救一些被關在寶箱中的「朋友」，這些朋友是來自於其他獨立遊戲的跨界角色，諸如《超級肉食男孩》、《FEZ》、《Braid》等作品的主角。

## 開發
除了配音、配樂以及部分劇情以外，Dean Dodrill一人包攬了《塵埃》的美術與程式設計。作為一位自學成才的插畫家與動畫師，過去他曾參與製作《光速兔崽子2》的過場動畫，之後他開始籌畫創作一部動畫片《Elysian Tail》，不過在開始製作《塵埃》後便擱置了這部動畫。最初Dean Dodrill預估要花三個月來完成遊戲，但最後花了三年半才完成。.Dodrill最早的構想是製作成8-bit風格的平台遊戲，類似於《惡魔城系列》的前幾代作品。遊戲成品的靈感則來自於《銀河戰士》、《戰斧》、《伊蘇I》與《伊蘇II》等古早作品。
2009年，Dodrill以《塵埃》之作參加微軟舉辦的Dream.Build.Play競賽並脫穎而出，因而獲得在Xbox Live Arcade上的販售權。遊戲經歷過經幾次延期，最後在2012年8月於Xbox Live Arcade上發售。

## 評價
《塵埃》在發售後普遍獲得好評。在GameRankings網站上獲得了84%的平均分數（Xbox 360版），在Metacritic網站上獲得了83/100的平均分數（Xbox 360版）。
Xbox官方雜誌給予遊戲9.5/10的分數，對於背景設計、人物動畫、戰鬥系統等方面加以讚美。
IGN給予遊戲8.5/10的分數，針對多樣化的美術背景、遊玩方式、以及物超所值的內容份量給予稱讚，但另一方面也批評了一些缺點，例如RPG要素不夠強烈、BOSS戰有點令人失望。
GameSpot給予遊戲7/10的分數。主要在戰鬥、配音與劇情方面加以批判，不過在背景設定、操作性、支線任務等方面賦予好評。